# 我和我的冠軍女兒
《我和我的冠軍女兒》是一部2016年印度传记运动剧情電影，由涅提·帝瓦里执导，阿米爾·罕监制并主演。改編自印度角力選手瑪哈維亞的傳奇故事，由阿米爾罕製作和华特迪士尼影业联合制作，UTV電影公司发行。
电影上映后在海外市场取得巨大成功，由此打破《來自星星的傻瓜》、《三個傻瓜》、《帝國戰神：巴霍巴利王》保持的票房紀錄。全球票房累積逾200亿印度卢比，至今仍是印度电影全球票房冠军。过半电影票房由中国大陆电影市场贡献，获得了近13亿元人民币的票房。

## 劇情
瑪哈維亞·辛格·珀尕来自印度哈里亚纳邦的巴拉尼村，曾是一名業餘的摔跤運動愛好者，也曾拿过印度国家级比赛的冠军。而他的父亲却要求瑪哈維亞放弃所喜爱的摔跤運动，因为这项运动并不能给家庭带来太多的收入。因此，一想到從此不能為國家赢得一面金牌，他就十分沮丧，故想和妻子生一个男孩子，完成自己的梦想，但却接连生了四个女孩，失望的他也几近放弃了这个梦想。但突然有一天，他的两名大女儿吉塔和巴比塔在学校里，因为有两名男生骂他们，就殴打了这两名男生，悻悻地被男孩的家长带回来。而马哈威亚非但没有责骂她们，反而发现了她们俩成为优秀摔跤手的潜力，并且对她们开始了严苛的训练。
父亲对她们的训练十分严格，甚至算是残酷：不许吃辛辣和腌制食物，每天清晨五点起床晨跑与体能训练，并且为了在泥土里摸爬滚打不裹上虱子，还强制给她们剪了男生模样的短发。尽管村民嘲笑他们，甚至抵制女孩学摔跤这种行为，但他在小路上，或在自己翻的田地里，继续训练女儿。起初，她们觉得父亲对自己太残忍，开始憎恨父亲，以各种方式抗议，但后来他们明白父亲是希望她们改变命运，不然就会和村里其他女孩一样，年纪轻轻就嫁给陌生男人，一辈子操劳繁重的家务。受此感悟的影响，之后姊妹倆便开始认真地接受训练。之后，父亲带着这两名女孩去了摔跤锦标赛与男性比赛，最后战胜了男性，所有人都对此瞠目结舌，自此她们开始崭露头角。但由于家境贫寒，买不起专门的摔跤垫，父亲就用床垫让她们练习自由式摔跤，以准备接下来的竞技赛。此后，吉塔赢得了邦级、国家级摔跤比赛的初级比赛，以及国家锦标赛的高级别比赛。父亲将她送入印度国家体育学院深造，准备参加英联邦运动会。
但入学之后，吉塔留长发、看电影、吃路边小吃、与朋友玩乐，并且对从小到大父亲所教的技术嗤之以鼻。而她的教练所教的招法和技术，与父亲所教的格格不入，分歧严重，她却笃信教练是正确的。之后一次回家，她和父亲过招，把父亲给打败了，也与父亲产生隔阂。之后，吉塔非常内疚，芭碧塔告诫她不应该忘掉父亲的技术，她的一切成功都得归功于父亲。芭碧塔自己也赢得了国家锦标赛高级比赛，之后也进入了印度国家体育学院。然而吉塔却屡次在国际性比赛中失败，也失去了最初那份单纯的坚持。教练劝她从55公斤级下调至51公斤级，而因为芭碧塔的劝说，吉塔还是哭着给父亲打去了电话，与父亲和解。父亲与他的侄子一同前往学校所在地伯蒂亚拉，并且开始用儿时一样的方法对她进行训练。但由于告密，教练得知了此事，带着对其父亲的愤怒，将此事报告给了学校高层，欲开除吉塔。但父亲亲自出面为吉塔求情，学校高层最终决定，吉塔可以继续留校学习，但父亲不得再进入学校，吉塔也不可外出。但父亲还是想通过其他方式辅导女儿，于是吉塔将之前比赛失利的影片拷贝给父亲观看，父亲将她的错误一一写了下来，通过电话来指导女儿。
在比赛现场，吉塔挑战的是55公斤级的选手，吉塔顺利进入了决赛。在比赛过程中，父亲瑪哈維亞一直在观众席与教练的命令唱反调，吉塔则一直跟着父亲的命令，而无视教练。但就在吉塔的夺金比赛开始之前，教练出于嫉妒心理，夥同他人将她的父亲软禁在远离赛场的杂物间内。吉塔没能在观众席望到父亲的身影，心态波动，第一回合比分領先，第二回合输掉了。在最后一回合中以1-4落后，但由于绝望的心态导致又丢了一分。就当比赛计时还剩22秒的时候，她想起了父亲说过：完美摔背动作可以得到5分，虽然很难，但也不是不可能。最后，吉塔对对手发起进攻，实现了完美摔背，裁判当场判定此动作得5分，最终以6-5夺得金牌。吉塔成为了印度首位获得摔跤比赛金牌的女性。而此时父亲听到了印度国歌的奏响，门被打开后立刻衝向了赛场，拥抱女儿，而教练本以为可以在新闻发布会上对媒体表功，但最终愿望泡汤。
剧终字幕显示，芭碧塔在51公斤级比赛中也获得了银牌，在2014年英联邦运动会中获得了55公斤级金牌。也在2012年，吉塔成为了印度首位有资格参加奥运会的女摔跤选手。同时，瑪哈維亞的执着与努力也激励着许多印度女性开始学习摔跤这项竞技运动。

## 演員
| 演員                                | 角色                                      | 備註                                                                                    |
| 阿米爾·罕 Aamir Khan                | 瑪哈維亞·辛格·珀戈特 Mahavir Singh Phogat | 達雅丈夫，前摔跤冠軍 將未完成的摔跤夢託付到了女兒身上                                   |
| 薩卡詩·泰瓦 Sakshi Tanwar           | 達雅·施布哈·庫爾 Daya Shobha Kaur         | 瑪哈維亞妻子 溫順賢淑，曾因未能懷上兒子而感到愧疚                                       |
| 法蒂瑪·薩納·謝赫 Fatima Sana Shaikh | 吉塔·庫瑪里·珀戈特 Geeta Kumari Phogat    | 瑪哈維亞長女 進入體育學院後，大相逕庭的訓練及生活模式導致了和父親的摩擦                 |
| 桑妮亞·馬賀拉 Sanya Malhotra        | 芭碧塔·庫瑪里·珀戈特 Babita Kumari Phogat | 瑪哈維亞次女 全國冠軍實力，稱職地扮演了爸爸和姐姐間的潤滑劑                             |
| 賽伊拉·沃西 Zaira Wasim             | 小吉塔 Young Geeta Phogat                 | 少女時期 曾因和男孩打架，意外踏上了摔跤之路                                             |
| 蘇哈妮·巴特納格爾 Suhani Bhatnagar  | 小芭碧塔 Young Babita Kumari              | 少女時期 曾因和男孩打架，意外踏上了摔跤之路                                             |
| 亞普夏帝·庫拉那 Aparshakti Khurana  | 歐姆卡 Omkar                              | 瑪哈維亞姪子，吉塔姊妹的表哥 個性唯諾，被兩姐妹戲稱為「長短哥」，從小即被當成是訓練沙包 |
| 里特维克·薩霍里 Ritwik Sahore       | 小歐姆卡 Young Omkar                      | 少年時期 以姪子的角度旁白引述推進劇情                                                   |
| 吉里什·库卡尼 Girish Kulkarni       | 帕姆·卡蘭 Pramod Kadam                    | 國家體育學院教練 教學風格強硬，但對於吉塔的實力寄予厚望                                 |

## 票房
台灣方面，上映十二天打破印度在台電影票房《三個傻瓜》七年冠軍紀錄；上映第三週票房隨口碑成長奪下週末票房冠軍成為影史第一部印度電影拿到週末冠軍；上映三十五天全台票房破億；最終全台票房為新台幣1.66億元。
香港收入2492万港元，超越《三個傻瓜》的2341万创造印度电影香港票房记录。
中國大陸方面，上映首周3天票房达到8600万元人民币，是当周票房第五名；而上映5天后，票房达到1.2亿元人民币，超过此前的《我的个神啊》成为在中國大陸票房最高的印度电影；上映第二周以约3.3亿元人民币的票房成绩超过《银河护卫队2》逆袭获得当周票房冠军；第三周票房超过《你的名字》成为中国影史票房最高的非英语电影，最终票房12.91億人民币。
| 上一届： 《攻殼機動隊》  | 2017年台北週末票房冠軍 第14週        | 下一届： 《玩命關頭8》             |
| 上一届： 《银河护卫队2》 | 2017年中国大陸一周票房冠军 第20-21週 | 下一届： 《加勒比海盗5：死无对证》 |
| 上一届： 《出貓特攻隊》  | 2017年香港週末票房冠軍 第36-37週     | 下一届： 《小丑回魂》              |

## 現實與故事差異
由真實人物瑪哈維亞·辛格·珀戈特故事改編，導演被允許少量電影創作自由，使電影更戲劇化。
1. 電影中，吉塔（英语：Geeta Phogat）她在第三回合的最後一秒得分5分成功翻盤，以戲劇性的方式贏得了比賽。在現實中她則是在連續兩回合中以1-0和7-0擊敗對手而在決賽勝出。
2. 電影中，吉塔最後一場比賽前未贏得國際比賽，但實際上在比賽前一年，她曾在大英國協運動會中獲得了金牌。[12][13]
3. 瑪哈維亞的姪子歐姆卡為電影原創人物，現實中瑪哈維亞在其弟弟意外過世後扶養兩名姪女，並將她們也訓練成了摔跤選手。

## 影响
此电影和日本动漫电影《你的名字》（取得了中国大陆引进的非英语电影最高票房，随后记录被《摔跤吧！爸爸》超越）开启了中国大陆票房的新潮流，观众不再只观看好莱坞等热门产地电影，也对其他国家的电影产生了兴趣，如泰国的《模犯生》及西班牙的《佈局》等。
这部电影及之后引进的《隱藏的大明星》抬高了印度电影的引进价格，帮助印度电影在中国大陆打开了市场。此后，印度电影开始频繁在中国大陆院线上映。

## 外部連結
- 互联网电影数据库（IMDb）上《我和我的冠軍女兒》的资料（英文）
- Box Office Mojo上《我和我的冠軍女兒》的資料（英文）
- 爛番茄上《我和我的冠軍女兒》的資料（英文）
- Metacritic上《我和我的冠軍女兒》的資料（英文）
- AllMovie上《我和我的冠軍女兒》的资料（英文）
- Yahoo奇摩電影上《我和我的冠軍女兒》的資料（繁體中文）
- 開眼電影網上《我和我的冠軍女兒》的資料（繁體中文）
- 雅虎香港電影上《我和我的冠軍女兒》的資料（繁體中文）
- 时光网上《我和我的冠軍女兒》的資料（简体中文）
- 豆瓣电影上《我和我的冠軍女兒》的資料 （简体中文）